# III. Amenhotep és Tije kolosszusa

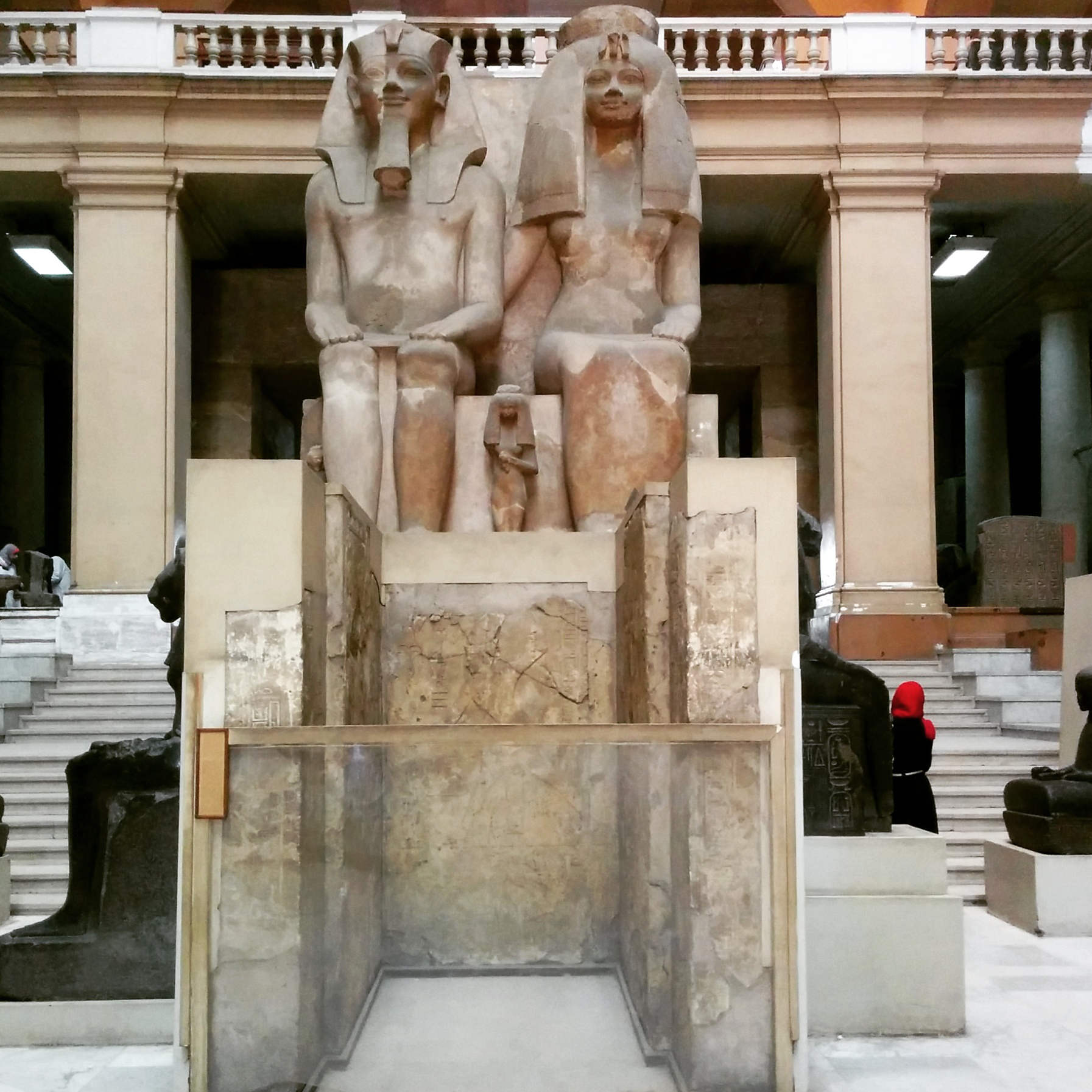
A szobor a múzeumban

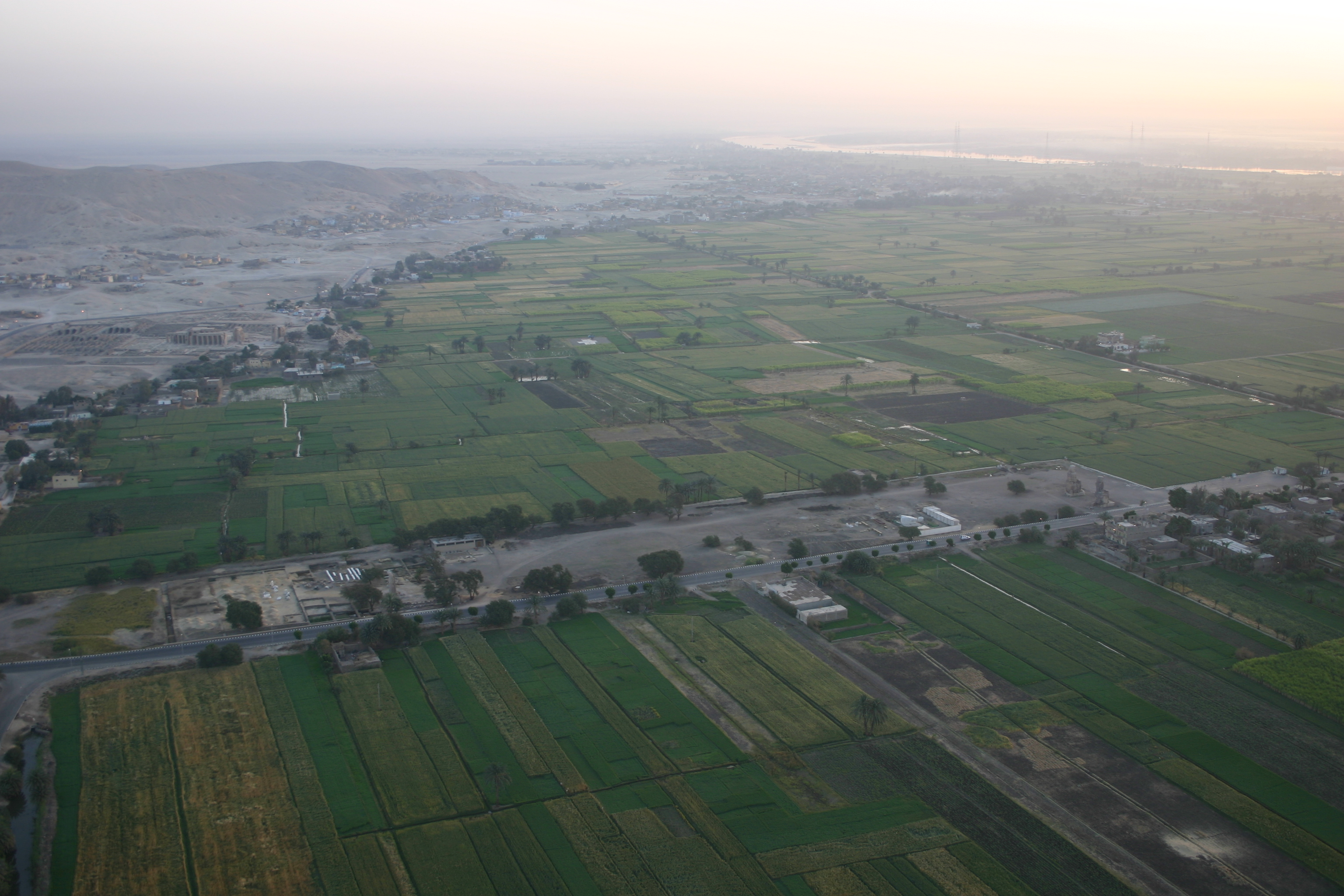
Eredeti lelőhely

III. Amenhotep és Tije kolosszusa egy monolit szobor, amely az ókori egyiptomi XVIII. dinasztia egyik fáraóját, III. Amenhotepet és nagy királyi hitvesét, Tijét, valamint három lányukat ábrázolja. Ez a legnagyobb ismert kettős szobor, ami valaha készült. A szobor eredetileg Nyugat-Thébában, Medinet Habuban állt; ma a kairói Egyiptomi Múzeum halljának központi eleme.

## Leírása
A szobor anyaga mészkő, szélessége 4,4 m, magassága 7 m. Az alakok mandulavágású szeme és ívelt szemöldöke tipikusan késő XVIII. dinasztiabeli stílusú. III. Amenhotep nemesz fejkendőt visel ureusszal, álszakállt és sendit ágyékkötőt; kezeit térdén nyugtatja. Tije királyné a balján ül, karját férje dereka köré fonja. A királyné egyforma magas a fáraóval, ami bizonyítja jelentős státuszát. Bokáig érő, testre simuló ruhát visel, fején nehéz parókát, keselyűfejéket diadémmal és kettős ureusszal; a keselyű és a két kobra koronát visel, utóbbiak közül a (szemből nézve) baloldali kobra Felső-Egyiptom fehér, a jobboldali pedig Alsó-Egyiptom vörös koronáját.
A három kisebb alak a királyi pár három lányát ábrázolja. Henuttaneb hercegnőt, aki szülei között áll, felnőtt nőként ábrázolják, testre simuló ruhában, nehéz parókáján diadémmal és tollakkal, de az ureusz nélkül (ez az egyetlen eltérés anyja fejdíszétől). Amenhotep mellett egy fiatalabb lányuk, Nebetah sérült alakja áll, míg Tije mellett egy harmadik hercegnő még nagyobb mértékben károsodott alakja, az ő neve nem maradt fenn. Ez a kolosszus egyike annak a mindössze két, ismert szobornak, amely Henuttanebet ábrázolja, és az egyetlen, amelyik Nebetahot.
A szobor valószínűleg III. Amenhotep első szed-ünnepe körül készült. Arielle Kozloff rámutat, hogy a szobron ábrázolt hercegnők kora, főleg Henuttanebé, valamint Tije királyné parókájának stílusa, amely „legkifejlettebb állapotában látható, csaknem eltakarja az arcát” arra utal, hogy a szobor a fáraó uralkodásának harmadik évtizedében készült. Lehetséges, hogy abból a jó minőségű mészkőből faragták, amelyet Tije királyné háznagya, Heruef hatalmas sírjának, a TT192-nek a kialakítása során a nyitott előudvar kialakításakor távolítottak el. A sír építéséről tudni, hogy nagyjából ebben az időben kezdték meg.
A királyi pár legidősebb lánya, Szitamon hiányzik a szoborcsoportról, talán mert Amenhotep 30. uralkodási évére már nagy királyi hitvesi rangot kapott. Henuttaneb a második vagy harmadik lány volt, a 34. évben királynéi rangra emelt Iszet előtt vagy után született. Henuttanebet sehol nem említik királynéként, de ezen a kolosszuson viseli a „Hórusz társa, az ő szívében” királynéi címet, mely egyedül itt fordul elő egy hercegnő címeként, neve pedig máshol is előfordul kártusba írva, ami arra utalhat, ő is királynéi rangot kapott, mint nővérei. A szobron szereplő harmadik hercegnőről, akinek a neve nem maradt fenn, időnként feltételezik, hogy Iszetként azonosítható, Amenhotepnek azonban egyes ábrázolások szerint akár tizenhat lánya is lehetett, és nem mindegyikük neve ismert.

## Története
A szobor III. Amenhotep halotti templomában állt, amely azóta nagyrészt elpusztult, de a maga idejében Théba legnagyobb templomkomplexuma volt, mérete meghaladta a karnaki templomét is. Mivel túl közel épült az árterülethez, alig kétszáz évvel később már romokban állt, kövei nagy részét a később élt fáraók felhasználták saját építkezéseikhez. A hely, ahol a szobrot megtalálták, valószínűleg a templomkomplexum déli kapuja lehetett, mert éppolyan messze áll magától a templomépülettől, mint az egykori keleti kapunál álló Memnón-kolosszusok. Egy másik lehetőség, hogy a szobrot III. Ramszesz kisajátította, mikor Amenhotep templomának kőtömbjeit felhasználta saját Medinet Habu-i halotti temploma építéséhez, bár ennek ellentmond az, hogy a neveket nem vésette át rajta. A szobrot a 19. század végén darabokban találták meg. 1897-ben Georges Daressy a szobor darabjait a közeli kis Ámon-templom előudvarába vitette, később innen vitték őket Kairóba, ahol az Egyiptomi Múzeum 1902-es megnyitására összeállították a kolosszust. A szobor múzeumi katalógusszáma M610; Henuttaneb hercegnő alakja külön számmal rendelkezik (JE 33906).
Egy magángyűjteményből előkerült 27,6 cm magas mészkő szoborfejről bebizonyosodott, hogy ennek a szobornak a része, Nebetah hercegnő feje. Nebetah gömbölyű parókát visel diadémmal; a fejen még látszanak az ifjúság hajfürtjének maradványai. Mandulavágású szeme és körülötte a szemfestésre utaló vonalak ugyanolyanok, mint a szobor többi alakjáé. A fejet nagy valószínűség szerint szándékosan választották le a szoborcsoportról, feltehetőleg a középkorban, és jó ideig feküdhetett a földön, károsodásnak kitéve, mert rosszabb állapotban van, mint a szobor többi része. Még 1897 előtt kellett, hogy megtalálják, mert a kolosszust ekkor szállították el megtalálási helyéről. A fej a 20. század elején egy francia magángyűjtemény részét képezte, 2005-2006-ban a W. Arnold Meijer gyűjtemény darabjaként állították ki Amszterdamban, 2008-ban pedig 206 500 amerikai dollárért elárverezték. A fej egy pontos másolatával kiegészítették a Kairóban látható szobrot.
2011-ben, a luxori nyugati part új csatornarendszerének kialakítása előtt végzett feltárások során a szobor több új töredéke előkerült a földből. A töredékekből a kolosszus hat hiányzó részét sikerült összeállítani, köztük a fáraó fejkendőjének, mellkasának és jobb lábának részét, a királyné parókájának, bal karjának, tenyerének, ujjainak és lábának egy részét, valamint a szobor talapzatának egy részét, rajta núbiai fogoly képével. Mivel a töredékeken felirat nem szerepelt, eleinte nehéz volt datálni őket, de a XVIII. dinasztia fáraói közül egyedül 
III. Amenhotepnek készültek ekkora méretű kolosszusai, és ezek kizárólag halotti templomából, valamint Medinet Habuból kerültek elő; ez segített abban, hogy ezeket a darabokat a Kairóban található kolosszus darabjaiként azonosítsák. Az újonnan megtalált részekkel a szobor 70%-ban teljes.